# Kristina Oberthaler
Kristina Oberthaler (* 29. März 1998 in Schwarzach) ist eine österreichische Biathletin.

## Karriere
Nach einigen sehr erfolgreichen Jahren im Skilanglauf wechselte Kristina Oberthaler zur Saison 2016/17 zum Biathlon.
Sie bestritt ihre ersten internationalen Rennen bei den Biathlon-Juniorenweltmeisterschaften 2017. Es folgten Einsätze im IBU-Junior-Cup sowie bei mehreren Junioreneuropa- und Weltmeisterschaften. Ab der Saison 2020/21 nahm sie im regulären IBU-Cup und an den Biathlon-Europameisterschaften 2021 teil. In ihrer ersten Saison im Erwachsenenbereich konnte sie sich in mehreren Rennen in den Punkterängen platzieren.